# نومزامو امباتا
نومزامو امباتا (زاده ۱۳ ژوئیه ۱۹۹۰)، یک هنرپیشه، شخصیت تلویزیونی، تاجر، حسابدار و فعال حقوق بشر  اهل آفریقای جنوبی است.

## اوایل زندگی
امباتا در تاریخ ۱۳ ژوئیه ۱۹۹۰ در شهرستان کواماشو متولد شد, امباتا  از مردم زولو می باشد.
امباتا در مدرسه ابتدایی ریپون در دوربان و "دبیرستان بچت" تحصیل نمود و بعدها در همان دبیرستان مدرک دیپلم خود را اخذ کرد. در سال ۲۰۱۸، امباتا از دانشگاه کیپ تاون با مدرک کارشناسی بازرگانی کارآزموده در رشته حسابداری فارغ التحصیل شد.

## سایر دستاوردها
در سال ۲۰۱۸، امباتا به عنوان یکی از " ۱۰۰ زن برگزیده ۲۰۱۸" از طرف اوکی آفریقا (رسانه دیجیتالی) مشهور شد.
در سال ۲۰۱۸، او وقتی را به عنوان سفیر یو ان اچ سی آر در اردوگاه‌های پناهندگان کنیا طی نمود.
امباتا برای نقش آفرینی در "موراتیوا" در "به من یک چیز شیرین بگو" محصول سال(۲۰۱۵) نامزد جایزه اسکار فیلم آفریقا برای محبوب ترین هنرپیشه زن شد.
امباتا در ماه ژانویه ۲۰۱۹، به عنوان سفیر نیک خواه کمیساریای عالی پناهندگان سازمان ملل انتخاب شد. در اکتبر 2019، او به عنوان یکی از اعضای افتخاری انجمن بین‌المللی افتخار طلایی معرفی شد.

## زندگی شخصی
از سال ۲۰۱۹، امباتا در لس آنجلس ، کالیفرنیا اقامت دارد. او یک برادر به نام زمانی امباتا دارد که او نیز هنرپیشه است.